# Acer confertifolium
Acer confertifolium là một loài thực vật có hoa trong họ Bồ hòn. Loài này được Merr. & F.P.Metcalf mô tả khoa học đầu tiên năm 1937.